# Masaaki Nishimori
Masaaki Nishimori (japanisch 西森 正明 Nishimori Masaaki; * 12. März 1985 in der Präfektur Kumamoto) ist ein ehemaliger japanischer Fußballspieler.

## Karriere
Nishimori erlernte das Fußballspielen in der Universitätsmannschaft der Ryūtsū-Keizai-Universität. Seinen ersten Vertrag unterschrieb er 2007 bei Rosso Kumamoto (heute: Roasso Kumamoto). Der Verein spielte in der dritthöchsten Liga des Landes, der Japan Football League. 2007 wurde er mit dem Verein Vizemeister der Japan Football League und stieg in die J2 League auf. Für den Verein absolvierte er 100 Ligaspiele. 2013 wechselte er zu FC Kagoshima. Im August 2013 wechselte er zum Zweitligisten V-Varen Nagasaki. Im Juli 2014 wechselte er zu Renofa Yamaguchi FC. Ende 2014 beendete er seine Karriere als Fußballspieler.